# Archidiecezja Kunming
Archidiecezja Kunming (łac. Archidioecesis Coenmimensis, chiń. 天主教昆明总教区) – rzymskokatolicka archidiecezja ze stolicą w Kunmingu, w Chińskiej Republice Ludowej.

## Sufraganie archidiecezji Kunming
Jedyną sufraganią archidiecezji Kunming jest diecezja Dali.

## Historia
W 1687 z mocy decyzji Innocentego XI, wyrażonej w brewe E sublimi Sedis, erygowano wikariat apostolski Guangdong-Kuangsi-Junnan obejmujący znaczne obszary południowych kresów Chin. Dotychczas wierni z tych terenów należeli do wikariatu apostolskiego Fujianu (obecnie archidiecezja Fuzhou).
W 1696 zmieniono nazwę na wikariat apostolski Junnanu.
W 1755 wikariat apostolski Junnanu został zniesiony, a jego terytorium włączone do wikariatu apostolskiego Syczuanu (obecnie diecezja Chengdu), gdzie pozostawało do przywrócenia omawianej jednostki.
Drugi okres w historii siedziby biskupiej w Kunmingu rozpoczął się 28 sierpnia 1840, gdy to papież Grzegorz XVI w brewe Cum ad augendam ponownie erygował wikariat apostolski Junnanu.
22 listopada 1929 z wikariatu wydzielono misję "sui iuris" Dali (obecnie diecezja Dali).
8 kwietnia 1935 z części terytorium wikariatu powstała prefektura apostolska Zhaotong.
W wyniku reorganizacji chińskich struktur kościelnych dokonanych przez Piusa XII bullą Quotidie Nos, 11 kwietnia 1946 wikariat apostolski Junnanu podniesiono do godności archidiecezji i stolicy metropolii oraz zmieniono nazwę na obecną.
Z 1950 pochodzą ostatnie pełne, oficjalne kościelne statystyki. Archidiecezja Kunming liczyła wtedy:
- 10 025 wiernych (0,1% społeczeństwa)
- 46 księży (40 diecezjalnych i 6 zakonnych)
- 9 braci i 42 siostry zakonne
- 26 parafii.

Od zwycięstwa komunistów w chińskiej wojnie domowej w 1949 archidiecezja, podobnie jak cały prześladowany Kościół katolicki w Chinach, nie może normalnie działać. Od tego wydarzenia do 2018 roku żaden oficjalnie działający arcybiskup nie był w łączności z papieżem.
Podczas ostatnich, nielegalnych z kościelnego punktu widzenia, święceń biskupich nowego ordynariusza Kunmingu Josepha Ma Yinglina, naciskami i groźbami zmuszono księży i biskupów pozostających w jedności z papieżem, do brania w nich udziału.
W grudniu 2010 Joseph Ma Yinglin został przewodniczącym Rady Biskupów Chińskich, nieuznawanego przez Stolicę Apostolską odpowiednika konferencji episkopatu w innych krajach.

## Ordynariusze Kunmingu
Obecnie mianowanym przez komunistyczne władze arcybiskupem metropolitom Kunmingu jest Joseph Ma Yinglin. Stolica Święta w 2018 roku uznała go za prawowitego biskupa.
W archidiecezji obecnie nie ma biskupów pomocniczych.